# New Castle (Wirginia)
New Castle – miasto w Stanach Zjednoczonych, w stanie Wirginia, w hrabstwie Craig.